# 라엘
라엘(프랑스어: Rael, 1946년 9월 30일~)은 라엘교의 창시자이자, 정신적 지도자이다. 본명은 클로드 모리스 마르셀 보릴롱(Claude Maurice Marcel Vorilhon)으로 1946년 9월 30일 프랑스의 비시에서 태어났다. 그는 카레이서 및 스포츠 카 잡지의 기자 및 발행인으로 활약하던 중 1973년 12월 13일 프랑스 중부지방에 있는 클레르몽 페랑의 한 사화산구에서 외계로부터 온 우주인 엘로힘을 만났다고 주장한다.
라엘은 6일간의 만남에서 엘로힘으로부터 지구상의 모든 인류에게 전달해 달라는 메시지를 위탁 받았다고 하며, 이 메시지를 전 세계에 보급하기 위해 1975년 스위스에 국제 라엘리안 무브먼트를 창설했다. 그 후 라엘은 전 세계를 순방하면서 강연 및 신문, 라디오, 텔레비전 인터뷰 등을 통해 메시지 보급에 전념하고 있다. “라엘” 이란 이름은 인류의 창조자인 ‘엘로힘의 대사’, 또는 ‘메시지의 전달자’ 라는 의미로 우주인 엘로힘이 지어준 이름이라고 한다.
우주인 엘로힘이 전한 메시지를 수록한 책은 “지적설계”, “감각명상”, “천재정치”가 있으며, 그 외 라엘이 쓴 책은 “각성으로의 여행”, “예스! 인간복제”가 있다.
국제 라엘리안 무브먼트는 현재 전 세계 100여개 국가에 약 9만여명의 회원이 활동하고 있다.